# Gan Le'ummi Apolonya
Gan Le'ummi Apolonya (hebreiska: גן לאמי אפולוניה) är en nationalpark i Israel. Den ligger i distriktet Centrala distriktet, i den norra delen av landet.